# Parafoil

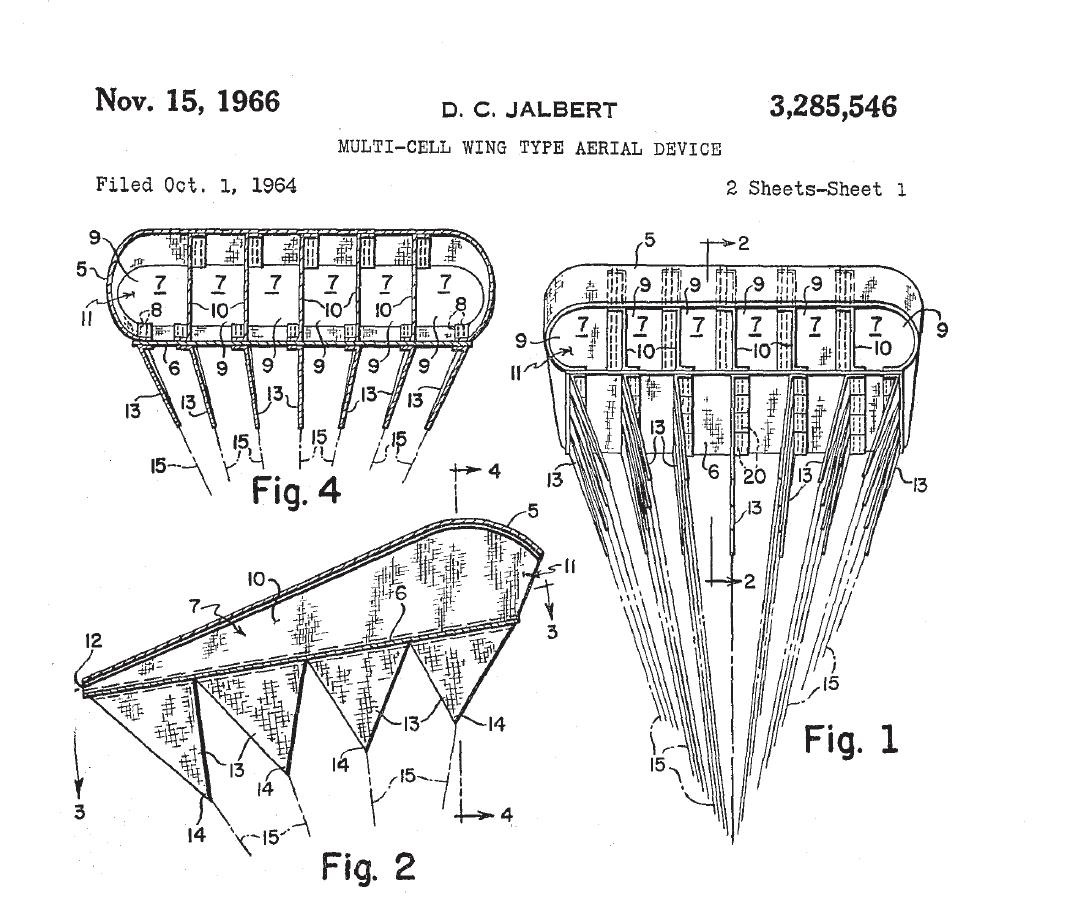
Illustrazione dal brevetto del 1966

Il parafoil è un profilo alare flessibile in tessuto dotate di una struttura a celle progettate per essere gonfiate dal vento. I filetti d'aria trasformano il Parafoil in un'ala classica.

## Storia
Costruito in fibra di nylon, il dispositivo venne sviluppato nel 1964 da Domina Jalbert. Progettista di aquiloni venne coinvolto nello sviluppo di palloni-aquiloni per il trasporto di strumentazioni scientifiche. Jalbert pensò al parafoil, sia come possibile mezzo di sospensione di piattaforme, che come mezzo per il rientro di veicoli spaziali.

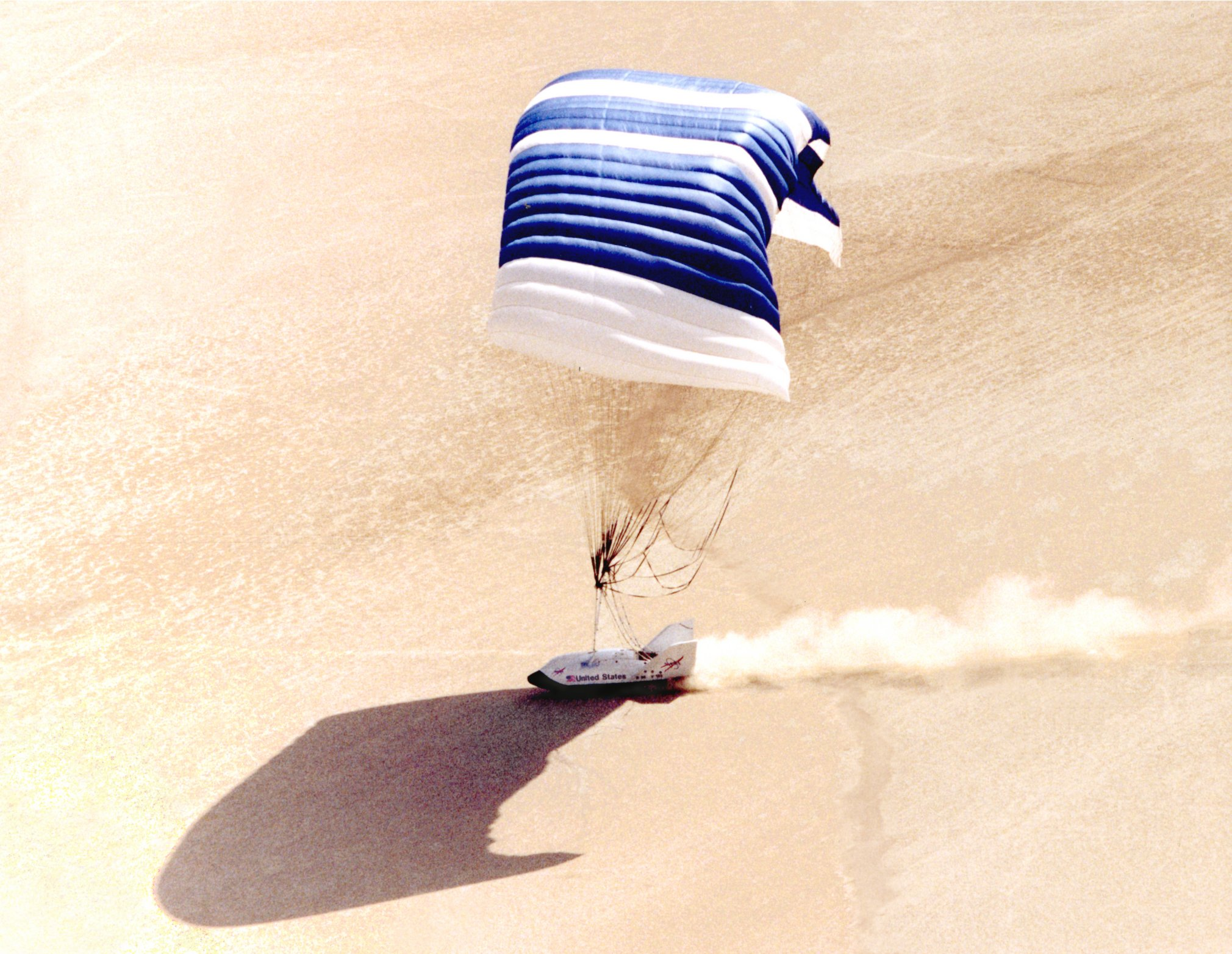
NASA X-38 in fase di atterraggio nel luglio 1999 al Dryden Flight Research Center

Il brevetto venne rilasciato nel 1966, ma il parafoil fu adatto a essere impiegato come paracadute solo dopo l'aggiunta di un paracadute di estrazione, chiamato pilotino, e dello slider , che permise governabilità al mezzo. In confronto a un normale paracadute circolare possiede una maggior governabilità, sia nel volo a vela sia nella velocità di discesa, ed è assimilabile sia ai veleggiatori a pendolo sia ai parapendii.
Nel 1984 Jalbert, per l'invenzione del Parafoil, fu premiato dalla Fédération aéronautique internationale, con la Gold Parachuting Medal. Il parafoil fu la base di partenza per l'invenzione e il perfezionamento di tutti i sistemi moderni di paracadute e parapendio. Ha avuto come precursore l'ala Rogallo, ala flessibile ma priva di celle autogonfianti.

## Brevetti
- 10 gennaio 1963  US Patent 3131894. il Parafoil.[1]
- (EN)  US3285546, United States Patent and Trademark Office, Stati Uniti d'America. Multi-cell wing type aerial device, filed October 1964, issued November 1966